# Aftenia (cratère)
Aftenia est un cratère de la planète Vénus ayant un diamètre de 7 kilomètres. Sa latitude est de 49,95° et sa longitude est de 324°.  L'origine de son nom est un prénom usuel féminin moldave ,.